# Station d'épuration de Lovö

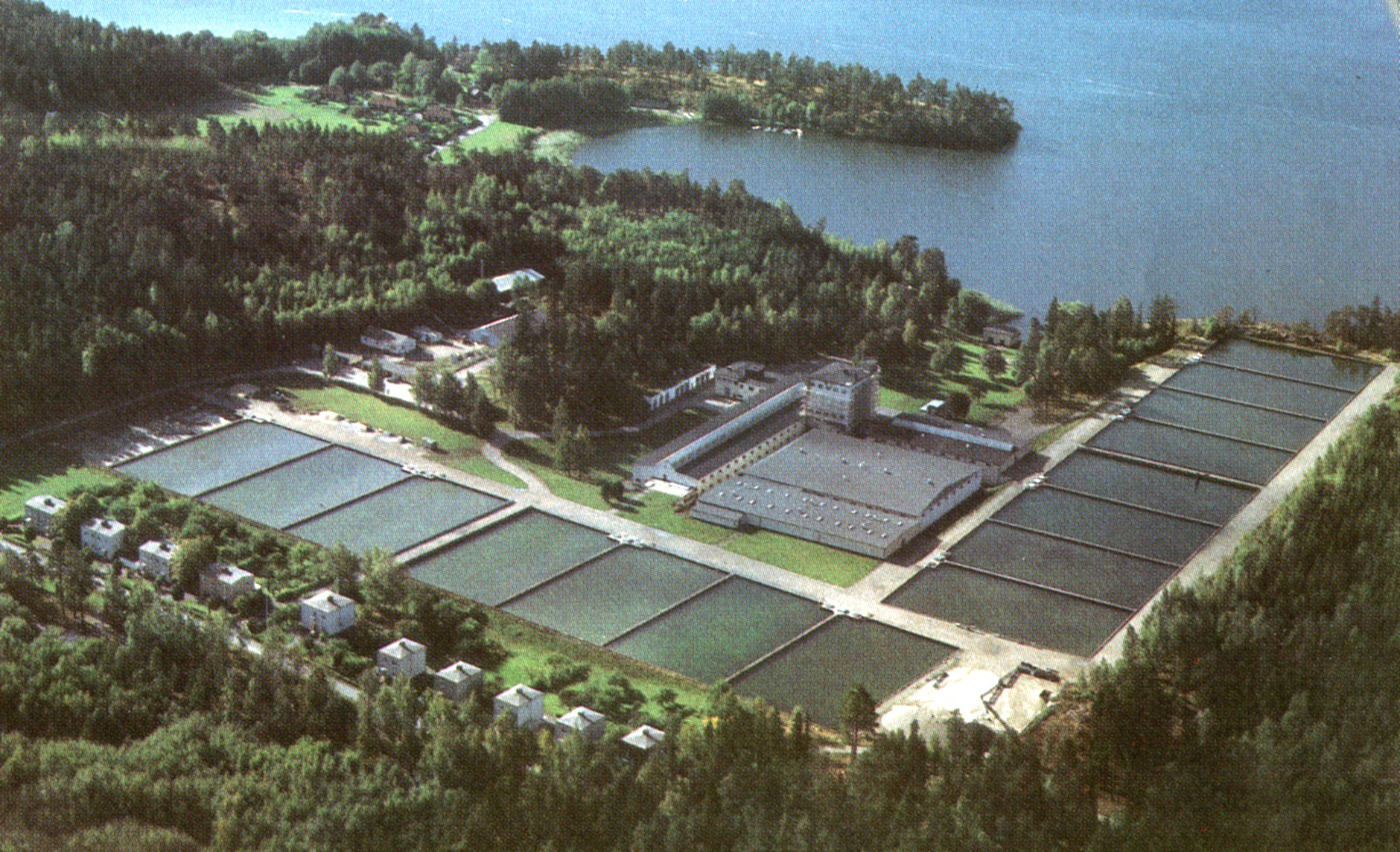
Les bassins de décantation en 1960.

La station d'épuration de Lovö (Lovö vattenverk) est située au nord-ouest de l'île de Lovö, sur les rives du lac Mälar, à une quinzaine de kilomètres à l'ouest du centre de Stockholm en Suède. Elle a été inaugurée en 1933.
En 2002, Lovö produisait 40 % de l'eau potable consommée à Stockholm. L'eau est pompée dans le lac Mälar à 5, 10 et 23 mètres de profondeur. La capacité maximale est de 275 000 m3 et la production moyenne est de 133 000 m3 par jour. Lovö appartient à la société communale Stockholm Vatten.

## Historique
La première station d'épuration construite à Stockholm est la station de Skanstull sur les rives de la baie d'Årsta. Elle est inaugurée en 1861. En 1904, la station de Norrborg ouvre à son tour. Dans les années 1920, elle assure à elle seule toute la production d'eau potable de Stockholm.
La station de Lovö est construite entre 1929 et 1933. Les bâtiments, de style fonctionnaliste, sont l'œuvre de l'architecte Paul Hedqvist. À l'extérieur, on remarque surtout la tour semi-circulaire sur la façade ouest du bâtiment principal. Elle se termine par une plateforme d'observation entourée d'un garde-corps métallique qui n'est pas sans évoquer la passerelle d'un navire. L'intérieur aussi est riche de détails fonctionnalistes. L'inauguration a lieu le 25 mai 1933 en présence du roi Gustave V.
Lors des trois phases de développement de la station d'épuration en 1933, 1939 et 1960, les équipements de contrôle des flux sont fournis par l'allemand Siemens & Halske AG. Dans les premières années, l'eau est épurée par un système de filtrage rapide associé à un traitement chimique. L'eau ainsi produite étant critiquée pour son goût et son odeur, on ajoute des bassins de décantation en 1938.
Dès l'origine, la station de Lovö est destinée à l'approvisionnement en eau potable du nord de Stockholm, et c'est encore le cas aujourd'hui. Deux canalisations acheminent l'eau vers l'est jusqu’à Bromma, et une troisième canalisation, d'un diamètre de 1 000 millimètres, poursuit la distribution en direction des banlieues de Hässelby, Vällingby, Grimsta et Blackeberg.

## Galerie

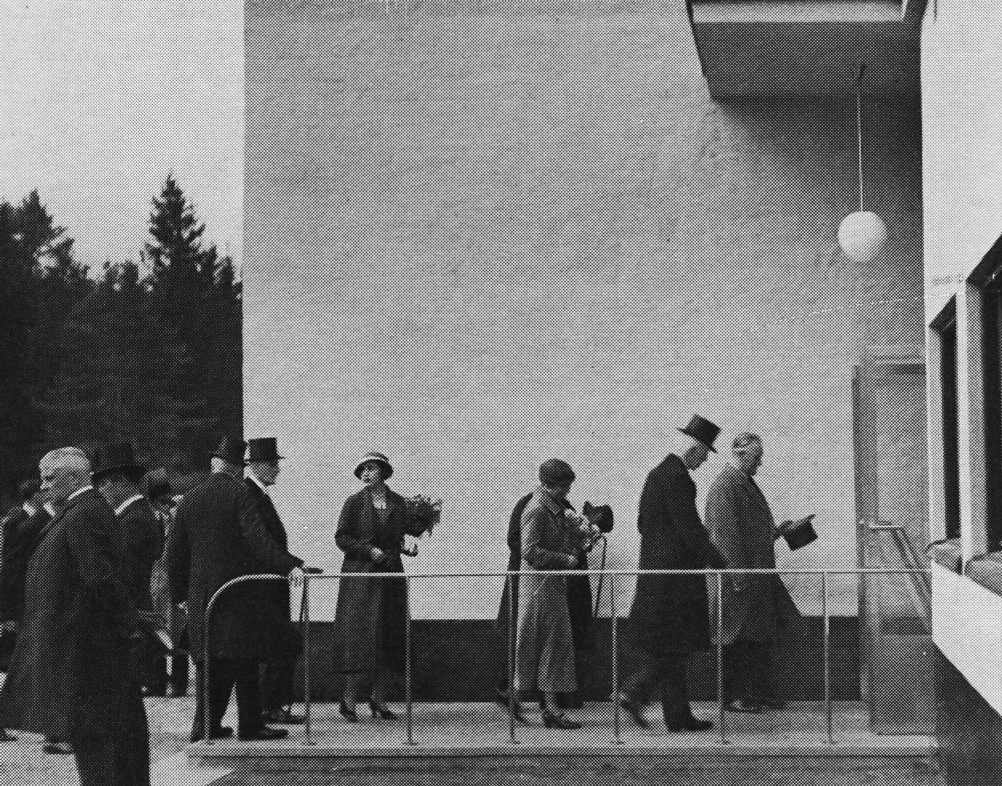
Visite du roi Gustave V en 1933.
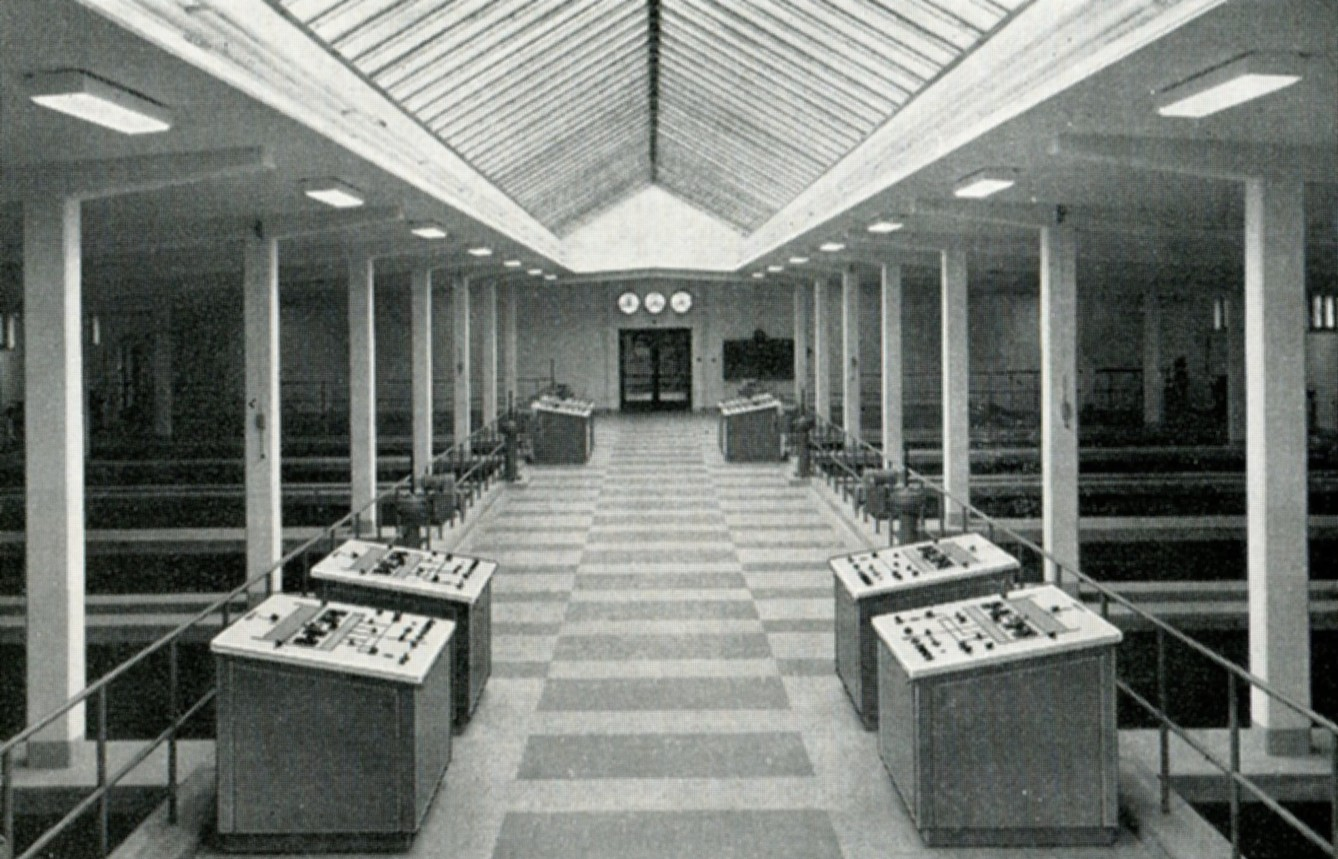
La salle de contrôle, dans les années 1960.
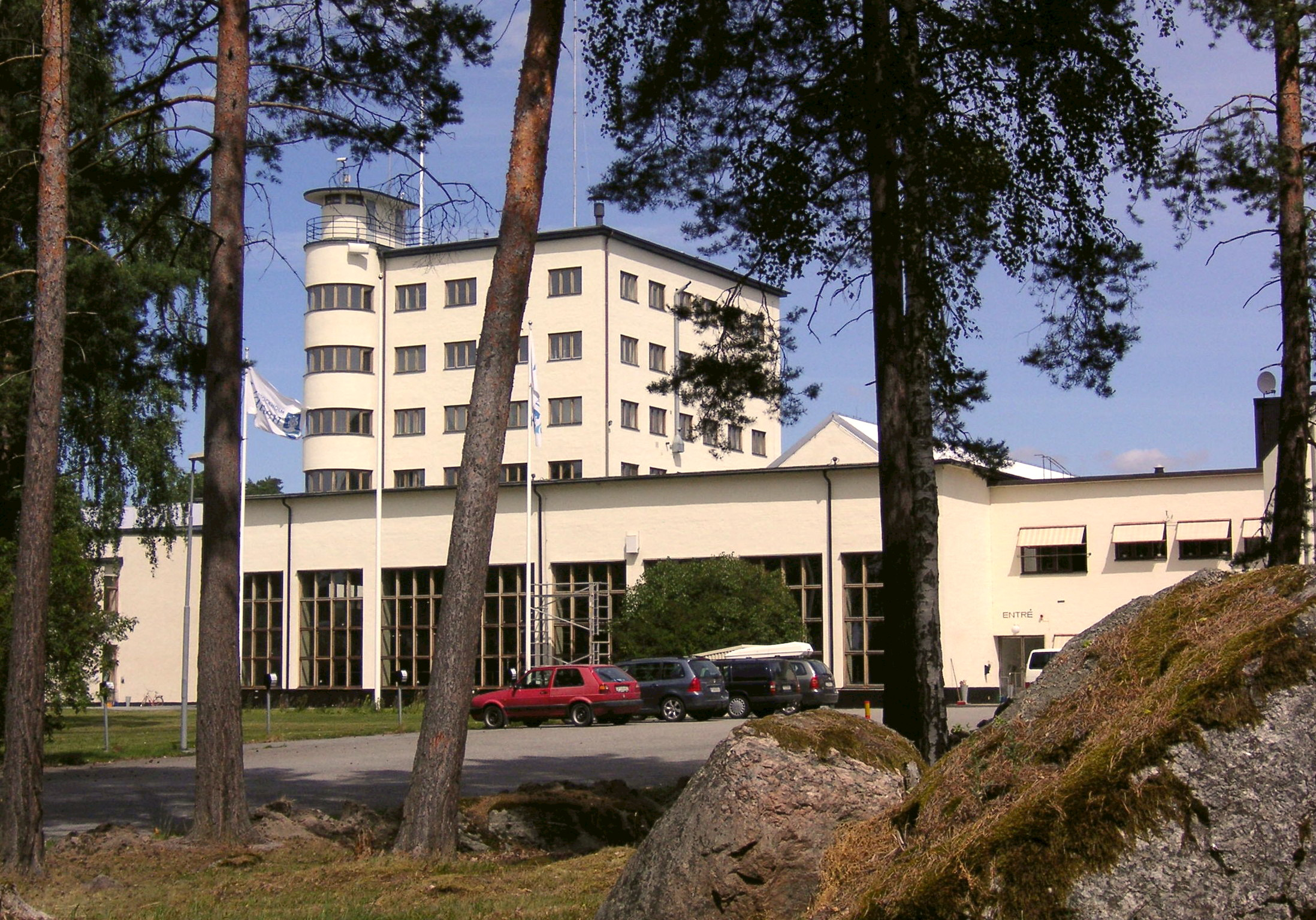
La station d'épuration en 2008.
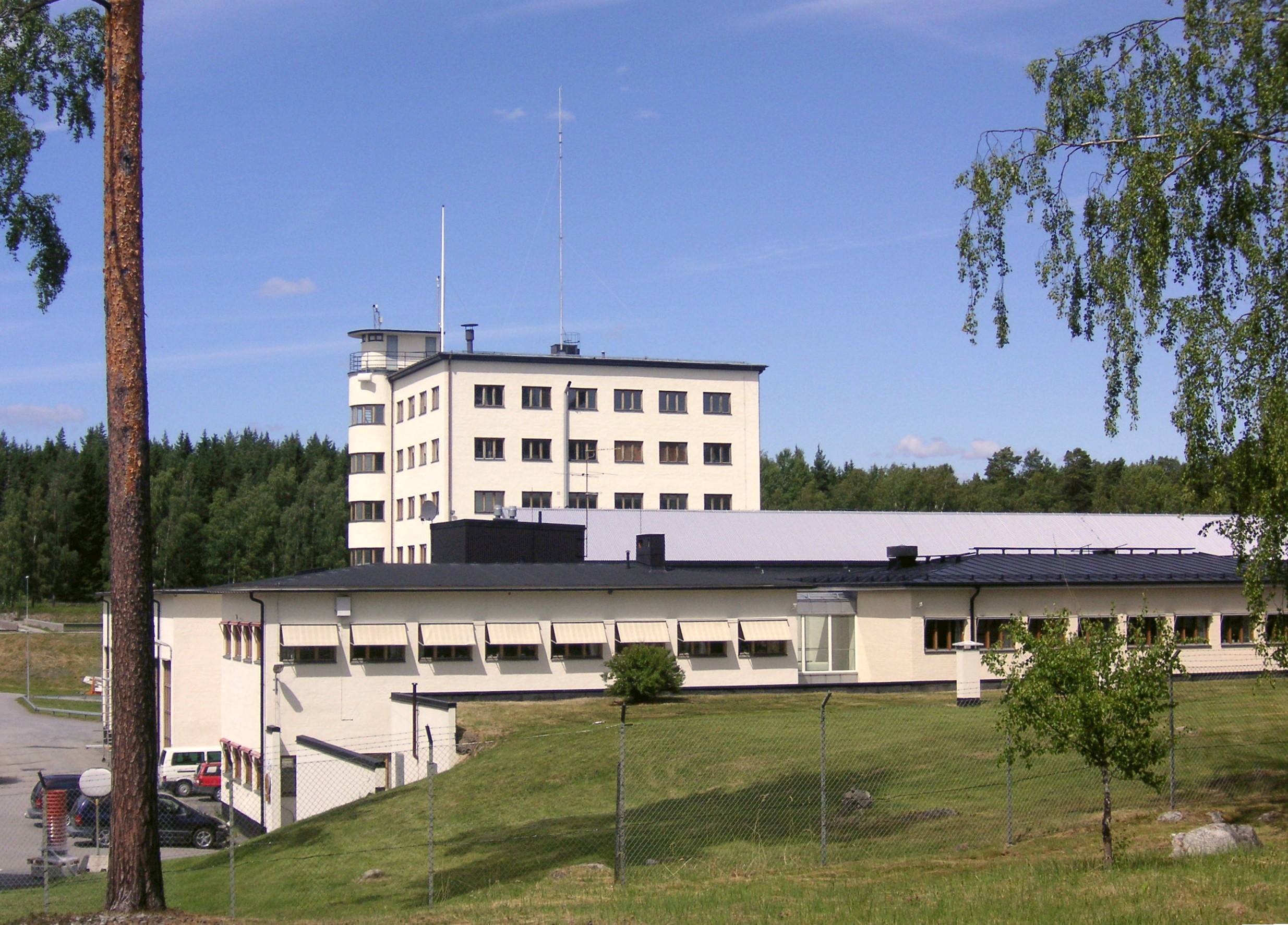
2008.